# 惠恕仁
（1968年8月9日—）是帛琉政治人物和商人，2021年1月20日就任第10任帛琉總統，2024年11月再度當選連任；曾於2008年至2016年期間擔任參議員。

## 早年生活
惠恕仁生於美國馬里蘭州巴爾的摩，父親是蘇朗高·惠普士（美國巴爾的摩大學畢業，曾任帛琉參眾議院議長），而母親在馬里蘭州出生，是家中四個孩子的老大，4歲時全家搬回帛琉。
惠恕仁在安得烈大學和加州大學洛杉磯分校取得工商管理及經濟學士和工商管理碩士畢業，是基督復臨安息日會的教友。他曾經營一間帛琉連鎖超級市場集團。

## 從政生涯
2016年帛琉大選時，惠恕仁挑戰時任總統、其大舅子小湯米·雷蒙傑索。最終得票數4,854票，不敵對方的5,109票而敗選。
2020年總統選舉，因雷蒙傑索已連任一次，依據憲法不得連任，惠恕仁再次參選，挑戰時任副總統歐宜樓。在提出支持稅務改革、增加政府收入途徑，以及提出分發2019冠狀病毒病疫苗予帛琉民眾、特別是醫護的政見下順利當選。
2021年3月28日，惠恕仁訪問中華民國，是2019冠狀病毒病臺灣疫情爆發後首位訪問該國的國家元首。後於2022年10月訪問時出席中華民國國慶大典。2024年11月，惠恕仁在2024年總統選舉中击败小湯米·雷蒙傑索，再度当选为帛琉总统。

## 個人生活
惠恕仁已婚，育有3女1子，悠閒之時候會抽出時間陪伴夫人及子女，還會和子女打球釣魚潛水。